# (72546) 2001 ES
2001 إي أس (ويعرف أيضًا باسم (72546) 2001 إي أس وفق تسمية الكوكب الصغير) (بالإنجليزية: 2001 ES)‏ هو كويكب ضمن حزام الكويكبات؛ وترتيبه 72546 من حيث الاكتشاف.
اكتُشف هذا الجُرم الفلكي بواسطة James M. Roe ‏ في 4 مارس 2001.

## وصلات خارجية
- (72546) 2001 ES في قاعدة بيانات مختبر الدفع النفاث لأجرام النظام الشمسي الصغيرة

- الاكتشاف · مخطط المدار ·  العناصر المدارية · المعلمات المادية

- (72546) 2001 ES على موقع ويكي سكاي: DSS2, SDSS, GALEX, IRAS, Hydrogen α, X-Ray, Astrophoto, Sky Map, Articles and images